# Charles Dilke
Charles Dilke (Londres, 4 de setembro de 1843 – Londres, 26 de janeiro de 1911) foi um político británico, membro do Partido Liberal, e secretário geral do Foreign, Commonwealth and Development Office. Participou do governo de Gladstone. Republicano por convicção, Sir Charles Dike foi um ferrenho opositor da Rainha Victoria.